# 일링

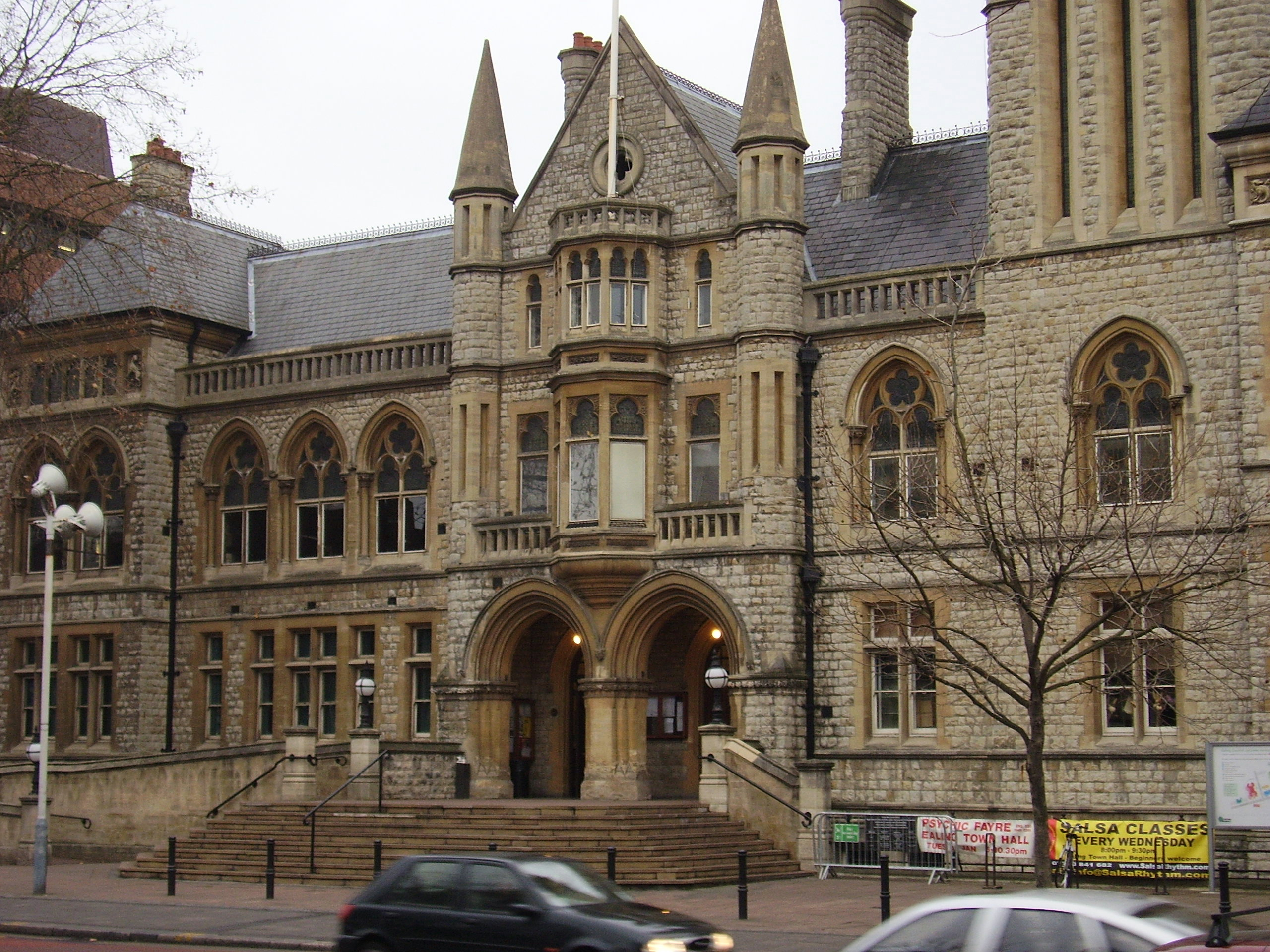
일링

일링(Ealing)은 잉글랜드 런던 서부에 위치한 지역이다.